# Raised by Wolves
Raised by Wolves is een Amerikaanse sciencefictionserie, bedacht door Aaron Guzikowski en uitgebracht door HBO Max.
De eerste twee afleveringen werden door Ridley Scott geregisseerd. Scott is ook de uitvoerend producent. Na het tweede seizoen werd de serie stop gezet.

## Achtergrond
De planeet aarde wordt tijdens een oorlog tussen ongelovigen, de atheïsten, en gelovigen, de 'Mythraic Order', vernietigd. Twee androïdes worden door een atheïst naar de planeet Kepler-22b gezonden om het menselijke ras te redden door er menselijke kinderen groot te brengen. Later komt ook een Ark met overlevende gelovigen op de planeet aan.

## Rolverdeling

### Hoofdrollen
- Amanda Collin als Moeder, een vechtandroïde die werd geherprogrammeerd om kinderen op de planeet Kepler-22b op te voeden en er een atheïstische samenleving op te richten.
- Abubakar Salim als Vader, een androïde die Moeder helpt de menselijke kinderen op te voeden.
- Winta McGrath als Campion, het jongste en als zesde van de embryo's geboren kind. Hij is het enige van de zes kinderen die de harde omstandigheden op Kepler-22b overleeft.
- Travis Fimmel als Marcus / Caleb, een atheïstisch soldaat die Marcus doodt om zijn plaats op de Ark te kunnen innemen.
- Niamh Algar als Sue / Mary, Calebs partner die de plaats inneemt van Sue, Marcus' vrouw.
- Jordan Loughran als Tempest
- Felix Jamieson als Paul, zoon van Marcus en Sue.
- Ethan Hazzard als Hunter, een van de overlevenden van de Ark.
- Aasiya Shah als Holly
- Ivy Wong als Vita
- Matias Varela als Lucius

### Bijrollen
- Cosmo Jarvis als Campion Sturges, een gelovig wetenschapper die zich van zijn geloof afkeerde en Moeder ontwikkelde. Campion, het overlevende kind, werd naar hem vernoemd.

## Productie
Het eerste seizoen van de reeks werd van 1 januari 2019 tot 13 september 2019 in Kaapstad opgenomen.